# Eva Slavkovská
Eva Slavkovská (ur. 17 lipca 1942 w Bratysławie) – słowacka nauczycielka i pracownik naukowy, w latach 1994–1998 minister oświaty Słowacji.

## Życiorys
W latach 1959–1964 odbyła studia wyższe (kierunek nauczycielski: historia-język słowacki) na Wydziale Filozofii Uniwersytetu Komeńskiego w Bratysławie. W 1969 roku uzyskała tytuł philosophiae doctor, a w 1979 – stopień naukowy candidatus scientiarum (obroniła pracę kandydacką w Instytucie Historii Słowackiej Akademii Nauk). Od 1964 roku pracowała jako nauczycielka w szkole podstawowej oraz zasadniczej szkole zawodowej w Bratysławie, zaś od 1967 – w technikum ekonomicznym w Nitrze. Następnie była pracownikiem naukowym Instytutu Historii Słowackiej Akademii Nauk.
W 1990 przystąpiła do odnowionej Słowackiej Partii Narodowej, zasiadając w jej władzach krajowych (od 1994 jako pierwsza wiceprzewodnicząca). W latach 1994–1998 zasiadała w rządzie Vladimíra Mečiara jako minister oświaty z ramienia SNS. W 2005 została sekretarzem generalnym Słowackiej Koalicji Narodowej, z ramienia której ubiegała się o mandat poselski w wyborach 2006.
W 2005 założyła Obywatelskie Stowarzyszenie Kultury Słowackiej, stając na jego czele.